# جرج فدرستون (بازیکن فوتبال اهل انگلستان)
جرج فدرستون (انگلیسی: George Featherstone; ۲۲ ژوئن ۱۸۸۴ – ۱۹۶۰ (۷۵−۷۶ سال)) بازیکن فوتبال بود.
از باشگاه‌هایی که در آن بازی کرده‌است می‌توان به باشگاه فوتبال هارتل پول یونایتد اشاره کرد.